# Zsiga Ervin
Zsiga Ervin (Szatmárnémeti, 1991. július 11. –) romániai magyar labdarúgó.

## Pályafutása
Szülővárosa csapatában nevelkedett és itt lett profi játékos. 2012 nyarán a Vaslui játékosa lett és 5 évre írt alá, július 29-én debütált az élvonalban a Petrolul Ploiesti ellen. 2015-ben igazolt a magyar másodosztályban szereplő Balmazújváros csapatához, de előtte a Zalaegerszegnél volt próbajátékon. A 2016–17-es szezon végén a bajnokság második helyén végeztek, ezzel a csapat történelmében először feljutottak az élvonalba. A Balmaz színeiben 22 első osztályú találkozón lépett pályára. Csapata az idény végén kiesett, Zsiga pedig a másodosztályú Kaposvári Rákóczi játékosa lett. A Rákóczival feljutott az élvonalba a 2018-2019-es szezon végén, ott azonban csak öt mérkőzésen jutott lehetőséghez, így 2020 februárjában felbontották a szerződését.

## Statisztika
2018. június 2-ai állapotnak megfelelően.
| Klub információ | Klub információ | Klub információ | Bajnokság | Bajnokság | Kupa        | Kupa        | UEFA  | UEFA | Összesen | Összesen |
| Klub            | Szezon          | Bajnokság       | Mérk.     | Gól       | Mérk.       | Gól         | Mérk. | Gól  | Mérk.    | Gól      |
| Magyarország    | Magyarország    | Magyarország    | Bajnokság | Bajnokság | Magyar kupa | Magyar kupa | UEFA  | UEFA | Összesen | Összesen |
| --------------- | --------------- | --------------- | --------- | --------- | ----------- | ----------- | ----- | ---- | -------- | -------- |
| Balmazújváros   | 2015–16         | NBII            | 16        | 7         | 2           | 1           | -     | -    | 18       | 8        |
| Balmazújváros   | 2016–17         | NBII            | 20        | 4         | 2           | 0           | -     | -    | 22       | 4        |
| Balmazújváros   | 2017–18         | NBI             | 22        | 0         | 1           | 0           | -     | -    | 15       | 0        |
| Összesen        | Összesen        | Összesen        | 58        | 11        | 5           | 1           | 0     | 0    | 55       | 12       |

## Sikerei, díjai
- Balmazújváros
  - NB2 ezüstérmes: 2016–17

## Család
2016 októberében Szatmárnémetiben rendezték a polgári esküvőt, majd a Kálvária templomban rendezett római katolikus szertartáson mondták ki az igent.